# زاوية الكرادسة
قرية زاوية الكرادسة هي إحدى القرى التابعة لمركز الفيوم في محافظة الفيوم في جمهورية مصر العربية. حسب إحصاءات سنة 2006، بلغ إجمالي السكان في زاوية الكرادسة 19260 نسمة، منهم 10011 رجل و9249 امرأة.